# Спасово (област Стара Загора)
 Тази статия е за селото в област Стара Загора.  За българско село с това име вижте Спасово (Област Добрич).  
Спàсово е село в Южна България, община Чирпан, област Стара Загора. До 1906 г. името на селото е Мурсалково.

## География
Село Спасово се намира на около 31 km югозападно от областния център Стара Загора и 7 km северно от общинския център Чирпан. Разположено е в южните склонове на Чирпанските възвишения, в плитката долина на течащата от север на юг през селото река Малък Юрт (Старата река), ляв приток на река Марица. Надморската височина в центъра на селото е около 263 m. Климатът е преходно-континентален. Почвите в землището са предимно ерозирани и излужени лесивирани.
През село Спасово минава третокласният републикански път III-608, който води на юг към град Чирпан, а на север – към село Средно градище. Общински път води от Спасово на югоизток към село Рупките. На около 4 km южно от Спасово минава автомагистрала „Тракия“, с която селото няма непосредствена връзка.
Землището на село Спасово граничи със землищата на: село Изворово на север; село Винарово на североизток; село Рупките на изток; град Чирпан на юг; село Партизанин на запад; село Средно градище на северозапад.
В землището на село Спасово има 4 микроязовира.
Етническият състав на населението на село Спасово по численост и дял на етническите групи според преброяването през 2011 г. е:
| Етнически групи     | Численост | Дял (в %) |
| Общо                | 463       | 100       |
| Българи             | 390       | 84,23     |
| Турци               | ...       | ...       |
| Цигани              | 50        | 10.80     |
| Други               | ...       | ...       |
| Не се самоопределят | ...       | ...       |
| Не отговорили       | 12        | 2,59      |

Числеността на населението на село Спасово по данните от преброяванията от 1934 г. насам се променя, както следва:
| \| Година на преброяване \| Численост \| \| --------------------- \| --------- \| \| 1934 \| 1767 \| \| 1946 \| 1856 \| \| 1956 \| 1554 \| \| 1965 \| 1185 \| \| 1975 \| 1118 \| \| 1985 \| 924 \| \| 1992 \| 787 \| \| 2001 \| 580 \| \| 2011 \| 463 \| \| 2021 \| 425 \| |           |
| Година на преброяване | Численост |
| 1934 | 1767      |
| 1946 | 1856      |
| 1956 | 1554      |
| 1965 | 1185      |
| 1975 | 1118      |
| 1985 | 924       |
| 1992 | 787       |
| 2001 | 580       |
| 2011 | 463       |
| 2021 | 425       |

## История
Селото е споменато в османотурски регистри от 1680 г. под името Мюрсел Факъх.
След Руско-турската война 1877 – 1878 г. по Берлинския договор 1878 г. селото – тогава с име Мурсалково, остава в Източна Румелия; присъединено е към България след Съединението 1885 г. Селото с име Мурсалково е преименувано на Спасово през 1906 г.
Училище в селото е открито – по предположения, в началото на 19 век като килийно; през 1856 г. то става взаимно, а през 1921 г. – основно училище. Училището е начално с 4 отделения от 1854 г. От 1898 г. се откриват допълнително 2 класа и училището става непълна прогимназия. През 1928 г. в резултат на земетресение вторият етаж от училището е разрушен и започва строителство на нова училищна сграда. През 1930 г. сградата с 6 класни стаи е построена и служи до 1964 г., когато училището се мести в нова учебна сграда, чието довършване продължава до 1966 г., а старата е съборена. Основното училище „Кирил и Методий“ в село Спасово е закрито през 2006 г.
Читалище „Пробуждане“ е създадено през 1870 г. През 2009 г. на законово основание към наименованието му е добавена годината на неговото първоначално създаване и то става „Пробуждане - 1870“.
Според данни от друг източник – Информационната система на държавните архиви (ИСДА), читалището е създадено през 1903 г. То няма своя сграда; пиесите и сказките се изнасят в училищни стаи; през периода 1958 – 1961 г. е построена нова сграда на читалището. Като предположение – данните за създаване на читалището през 1903 г. биха могли да се отнасят всъщност за ново негово учредяване, ако са налице обстоятелства във връзка със създаденото през 1870 г. читалище, които да са наложили то да бъде отново учредено (например, значително разстройване на организацията и дейността му през 1890-те години или по-късно).
Потребителна кооперация „Нов живот“ е създадена в село Спасово през 1904 г. като Взаимоспомагателно дружество. Учредена е от 27 стопани, които внасят дялов капитал по 3 лв. и с тази сума започва работа новоучредената кооперация. Целта на кооперацията е: да кредитира членовете си за стопанските им нужди, да развива спестовността им, да организира и контролира преработката на селскостопанските продукти, да доставя и да търгува със земеделски инвентар, семена и други стоки. Ръководството се осъществява от общо събрание, управителен и контролен съвети. Дейността на кооперацията се ръководи и контролира от Районния кооперативен съюз – Чирпан и Българска земеделска банка – Чирпан. Средствата се набират от дялов капитал, членски внос, кредити, влогове и други.
Трудово кооперативно земеделско стопанство (ТКЗС) в село Спасово е основано през 1945 г. Дейност му е основно зърнопроизводство и лозарство, отчасти животновъдство. В началото на 1959 г. стопанството престава да съществува самостоятелно, след като се обединява с ТКЗС в селата Стоян-Заимово, Средно градище, Изворово и Рупките като ОТКЗС (Обединено ТКЗС) – село Спасово. От 1971 г. стопанството става структурно звено на АПК – село Братя Даскалови. От 1989 г. то отново е самостоятелно ТКЗС. През 1992 г. със заповед на областния управител е назначен ликвидационен съвет. През 1995 г. по разпоредби в ЗСПЗЗ дейността на ликвидационните съвети е прекратена и стопанството е заличено в регистъра на окръжния съд.

## Обществени институции
Село Спасово към 2025 г. е център на кметство Спасово.
В село Спасово към 2025 г. има:
- читалище „Пробуждане - 1870“;[22]
- православна църква „Успение Богородично“;[23]
- пощенска станция.[24]

## Културни и природни забележителности
В село Спасово е запазена църквата „Успение Богородично“ от 1850 г. с ценни икони от Георги Данчов и други, която е паметник на културата.
Село Спасово попада в обхвата на Защитената зона по директивата за местообитанията „Чирпански възвишения“.

## Редовни събития
- Спасовден – празнува се по православния календар (40 дни след Великден).

## Личности
- Иван Андонов (1854 – 1937), революционер и общественик
- Вичо Бончов (ок. 1868 – 1953), народен певец и гъдулар
- Христо Манолов (1885 – ?), български политик, бивш министър
- Манол Минков Коларов (20.10.1843 – 12.10.1918) революционер, учител, сподвижник на Левски, председстел на БТРК в с. Мурсалково (дн. Спасово), организатор на старозагорското въстание, свещеник
- Жельо Даков Здравчев (1878 – 1945) – даскал, читалищен деятел, Председател на РКБ Чирпан, депутат, национален кооперативен деятел.